# Isabella Westergren
Isabella Westergren, född 9 maj 1991 i Freluga, är en svensk konditor. Westergren var under åren 2014-2016 en del av det svenska konditorlandslaget. År 2019 vann Westergren tävlingen Årets konditor.